# Plaza Vieja (l'Havana)
La Plaza Vieja (en català Plaça Vella) de l'Havana és un dels espais públics més enlluernadors de La Habana Vieja. Data del segle xvi i està envoltada per diversos llocs d'interès. Fins a 1835 va ser un mercat a l'aire lliure i, durant el règim de Batista un aparcament subterrani. Des de mitjans de la dècada dels 90 s'han anat restaurat nombrosos edificis, que han anat retornant a la plaça la seva grandesa.
Anomenada en els seus inicis com la Plaza Nueva, es troba envoltada pels carrers Muralla, Mercaderes, Teniente Rey (actualment Brasil) i San Ignacio, i en ella va viure el més selecte de la burgesia criolla fins al segle xviii.
Ha rebut molts noms entre els quals es troba: Plaza Real, Mayor, de Roque Gil, del Mercado, de la Verdura, de la Constitución, Fernando VII, de Cristina, de la Concordia, Parque Juan Bruno Zayas y Parque Julián Grimau.
Les belles edificacions d'alt valor patrimonial, amplis pòrtics amb arcades i comerços de les més variades formes, conformen el conjunt més harmònic de l'antiga ciutat.

## Història
L'increment i extensió de la població havanera propiciaven l'aparició de nous espai públics, capaços de satisfer la necessitat mercantil a la qual ja s'havia habituat, entre altres causes, per la natural posició estratègica del seu port.
Segons Arrate, el primer historiador de la Vila, la Plaza Vieja va ser la tercera en establir-se, després de la Plaza de Armas i la plaza de San Francisco. La creació de la Plaza Vieja, entre els segles xvi i xvii també va obeir a la formació de diferents nuclis poblacionals en diversos llocs de la Vila que s'anaven adaptant a activitats comuns del desenvolupament de la vida diària.
En 1584 va sorgir la iniciativa de comprar uns terrenys pròxims al port i a un carreró situada davant de l'edifici de la duana, situació favorable per al comerç, però aquest projecte es va abandonar per l'excessiu preu del sòl que demanava el seu propietari. No va ser fins a 1587 quan es va ocupar definitivament un espai situat darrere l'Església de Sant Francesc, a poca distància del litoral de la vila a la qual se li va donar el nom de Plaça Nova, però el 1590 encara no s'havia construït en ella. Entrat el segle xvii, la Plaza Vieja no havia experimentat canvis significatius, tot i que ja aniria cobrant prestància, ja que en el cabildo de l'any 1618 es parlava de la importància de la Plaza Vieja i del seu desguàs. Cap al 1620, quan va ser anomenada Plaça Principal, la Plaça vella va adquirir importància.
A la Plaza Vieja es va establir un mercat que es va desenvolupar gradualment i va arribar a ser un mercat molt especial on s'adquirien els productes típics amb què s'alimentava el poble. Ara bé, en els seus inicis causava molèsties per les deixalles que deixaven a la zona. Aquest fet va propiciar repetides queixes entre els veïns, preocupats per mantenir la seva neteja. Això va propiciar la presa d'acords per part del cabildo per a la neteja dels carrers i la higienització de la plaça davant el perill latent de diferents epidèmies.
El 1708 es va decidir construir una font al centre de la plaça, que tindria doble funció, ja que al mateix temps que servia d'abastament d'aigua als veïns, contribuiria a adornar el seu entorn.

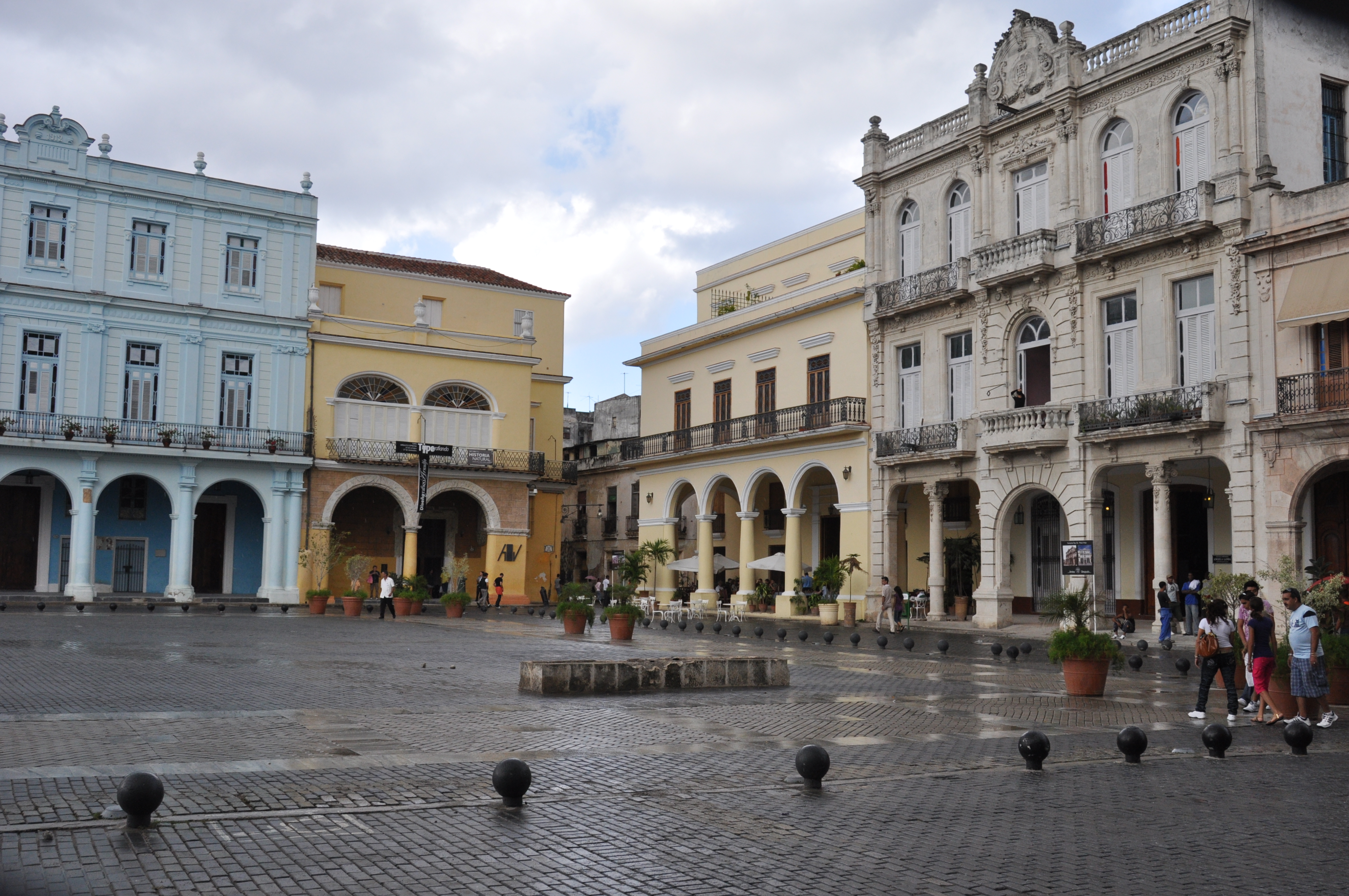
Balcons i portals de la Plaza Vieja.

Es van construir balcons i pòrtics en els edificis que l'envoltaven, la qual cosa indicava la importància dels seus propietaris, a més de ser un element útil davant els factors climàtics del país, com l'intens sol i les abundants pluges.
Els balcons van ser disposats per observar les activitats festives que tenien lloc a la plaça, com ara curses de braus, mascarades i celebracions cíviques i populars, però el seu caràcter va ser més aviat privat i reservat a un públic selecte.
Primer el mercat es realitzava al llarg i ample dels seus quatre carrers i després, amb la gradual aparició dels pòrtics aquests van quedar per a la venda de quincalleria i articles artesanals, mentre l'activitat mercantil es va anar allunyant cap al centre de la plaça, on es van aixecar caselles de fusta.
A finals del xviii aquests llocs havien d'estar nets i decorats amb cura, ja que convenia a la comoditat i salut pública i a la consideració que mereixia una ciutat tan populosa, rica i concorreguda.
El 1836, a l'espai de la Plaza Vieja, es va construir un edifici permanent anomenat Mercado de Cristina en honor de la reina regent del mateix nom.
L'investigador Carlos Venegas ho descriu així: Aquesta edificació aixecada fins al nivell de la planta baixa de les cases estava formada per fileres de galeries amb arcades, seguint la direcció dels costats de la plaça fins a tancar una superfície de contorn semblant a aquesta.
Les arcades no s'exterioritzaven i el mercat presentava una forma volumètrica compacta, més accentuada encara per l'estretor dels carrers laterals. Quedava eliminada l'existència de l'espai obert com a tal i va quedar ocupat definitivament amb una estructura independent i d'ús únic per mercat.
El 1908 va ser enderrocat el Mercat de Cristina, substituint l'espai que va ocupar a la plaça per un parc arbrat dedicat al metge Joan Bruno Zayas. Realment l'etapa republicana va ser un període de canvis no només per a la Plaza Vieja, sinó per a tota la vella ciutat que anava perdent moltes de les funcions que sempre li van correspondre, davant l'impetuós creixement de l'urbs.
El 1952 es va construir un aparcament soterrat, sobre el qual es va aixecar un nou parc amb un petit anfiteatre.
A finals dels anys 90 del segle xx van començar els treballs de demolició de l'aparcament. Es va treballar en la seva pavimentació i es va dotar d'una font d'aigua, reproduint el disseny de la que hi va existir al segle xix.

## Els quatre cantons de la Plaza Vieja
La Plaza Vieja està emmarcada entre els carrers Teniente Rey, anomenada així pel tinent governador Félix del Rey y Boza, i que avui rep el nom del Brasil, Muralla, el primer carrer de l'Havana, nomenada també Real, i que deu el seu nom a la gran muralla que dividia a l'Havana en intra i extramurs, Mercaderes, on abundaven les botigues de mercaderia de tota mena, i San Ignacio, el nom es deu al convent i església així anomenats i construïts en aquest carrer pels jesuïtes.
En un angle d'aquesta plaça, el dels carrers San Ignacio i Muralla, hi ha la Casa del Conde de Jaruco, on va néixer el 1789 la cèlebre escriptora María de las Mercedes Santa Cruz y Montalvo, després Comtessa de Merlín, autora de Memòries d'una criolla, La esclavitud en Cuba, Viaje a La Habana, Las Leonas de París, Mis doce primeros años i altres.
En una altra cantonada, la dels carrers Mercaderes i Teniente Rey (actual Brasil), va sorgir la primera Societat Filharmònica de l'Havana, mentre que en una altra: Muralla i Mercaderes va néixer, el 1701, un dels primers historiadors cubans, Martín Félix d'Arrate, autor de Llave del Nuevo Mundo. Antemural de las Indias Occidentales.
I a la cantonada Teniente Rey i Mercaders, cap als anys setanta del segle xviii, el francès Jean Bautist Tavern inaugurava el primer cafè de la ciutat, que amb el seu nom original, Cafè de Taverna, està dedicat avui al cantant Benny Moré.
Sense dubtes, les quatre cantonades de la Plaça Vella evoquen importants moments de la història havanera.
Per altra part, en el carrer San Ignacio, entre Teniente Rey (Brasil) i Muralla, podem trobar les cases de Laureano Torres de Ayala, Marqués de Casa-Torres; la de Luisa Peñalver y Navarrete, Marquesa de Casa Calvo i la casa de las hermanas María Loreto y María Ignacia Cárdenas, conegudes com les beates Cárdenas. En Teniente Rey entre Mercaderes i San Ignacio, la que en 1632 pertanyia a Juan Pérez de Oporto, que va ser reconstruïda en el segle xvii i va pertànyer en el segle xix a la família González Larrinaga.